# Ekarma
Ekarma, en russe Экарма, en japonais 越渇磨島 Ekaruma-tō, est une île volcanique de Russie située dans les îles Kouriles. L'île se situe dans la mer d'Okhotsk, au nord-ouest de Shiashkotan, une autre île dont elle est séparée par le détroit d'Ekarma.

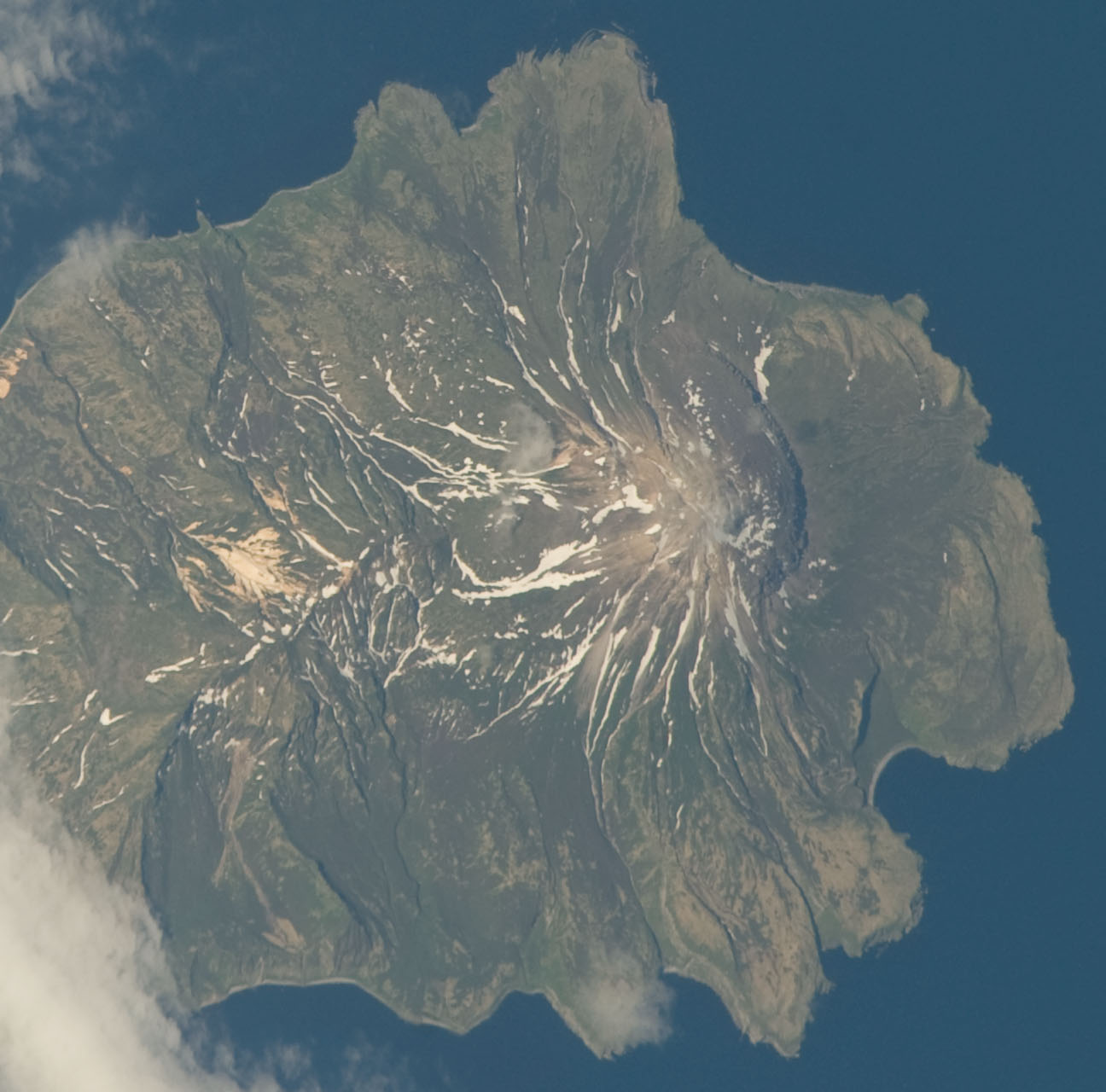
Image satellite d'Ekarma montrant son volcan, le Pik Ekarma.